# 克羅弗本德 (阿肯色州)
克羅弗本德（英語：Clover Bend）是位於美國阿肯色州勞倫斯縣的一個非建制地區。該地的面積和人口皆未知。

## 地理
克羅弗本德的座標為35°58′57″N 91°05′38″W / 35.98250°N 91.09389°W，而該地的平均海拔高度為75米（即246英尺）。